# Старободьїнське сільське поселення
Старободьї́нське сільське поселення (рос. Старободьинское сельское поселение) — муніципальне утворення в складі Кізнерського району Удмуртії, Росія. Адміністративний центр — присілок Стара Бодья.
Населення становить 787 осіб (2019, 1027 у 2010, 1304 у 2002).

## Історія
Станом на 1939 рік існували Гучин-Бодьїнська сільрада, яка складалась з присілків Вічурка, Гучин-Бодья, Сіняр-Бодья, Стара Бодья, починків Казаншур, Люгдон, Макар'євський та Кіб'їнська сільрада, яка складалась з присілків Гозношур, Кадрек, Узюк, Яналка, селища Кіб'я, починків Ільїнський, Носов. 29 жовтня 1981 року Кіб'їнська сільрада була перейменована в Старободьїнську через перенесення центру. Головами сільради були П. Н. Краснов, П. І. Прикащиков, А. С. Зайцев, М. Ф. Лебедєв, В. І. Самсонов, А. Ф. Малков, Ю. А. Оконнікова.

## Склад
До складу поселення входять такі населені пункти:
| Населений пункт           | Населення, осіб (2002) | Населення, осіб (2010) |
| ------------------------- | ---------------------- | ---------------------- |
| Вічурка, присілок         | 351                    | 322                    |
| Гозношур, присілок        | 37                     | 0                      |
| Гучин-Бодья, присілок     | 119                    | 79                     |
| Кіб'я, село               | 267                    | 208                    |
| Носов, починок            | 28                     | 16                     |
| Петропавловський, починок | 0                      | -                      |
| Стара Бодья, присілок     | 502                    | 402                    |
| Яналка, присілок          | 0                      | -                      |

## Господарство
В поселенні діють 3 школи, 3 садочки, лікарня, 2 фельдшерсько-акушерських пункти, 3 клуби, 3 бібліотеки. Серед підприємств працюють 3 фермерства.